# Alloxysta ligustri
Alloxysta ligustri är en stekelart som beskrevs av Neal L. Evenhuis 1976. Alloxysta ligustri ingår i släktet Alloxysta, och familjen glattsteklar. Arten är reproducerande i Sverige.